# Síndrome de Reye
Síndrome de Reye é uma encefalopatia de rápida progressão. Os sintomas mais comuns são vómitos, alterações de personalidade, confusão mental, crises epilépticas e perda de consciência. Embora geralmente ocorra toxicidade hepática, na maior parte dos casos não ocorre icterícia. Entre 20% e 40% das pessoas afetadas morre e cerca de um terço das que sobrevivem apresentam um grau significativo de lesões cerebrais.
Desconhecem-se as causas da doença. É frequente ter início após a recuperação de uma infeção viral, como a gripe ou varicela. Cerca de 90% dos casos em crianças estão associados com o uso de aspirina. Os erros metabólicos hereditários são também um fator de risco. O diagnóstico é complementado por análises ao sangue, cujas alterações incluem elevados níveis de amónia, baixos níveis de glicose e tempo de protrombina prolongado. Em muitos casos, verifica-se aumento de volume do fígado.
A prevenção geralmente consiste em evitar o uso de aspirina em crianças. A interrupção do uso de aspirina em crianças demonstrou diminuir em mais 90% a incidência de síndrome de Reye. Quanto mais cedo for feito o diagnóstico, melhor é o prognóstico. O tratamento consiste em cuidados de apoio. O edema cerebral pode ser tratado com manitol.
A primeira descrição detalhada da síndrome de Reye foi feita em 1963 pelo patologista australiano Douglas Reye. A doença afeta principalmente crianças. Todos os anos, afeta menos de um milhão de crianças. A síndrome de Reye levou a que a administração de aspirina não fosse recomendada em crianças, estando apenas recomendada para os casos de doença de Kawasaki.

## Sinais e sintomas
A síndrome de Reye progride através de cinco fases:
- Estágio I
  - Erupção cutânea vasoconstritiva nas palmas das mãos e dos pés
  - Vómitos intensos e persistentes que não aliviam com a abstinência alimentar
  - Letargia generalizada
  - Confusão
  - Pesadelos (possível sintoma)
  - Geralmente sem febre[9]
  - Dor de cabeça
- Estágio II
  - Letargia profunda
  - Delírio
  - Confusão
  - Comportamento combativo
  - Estupor
  - Hiperventilação
  - Fígado gordo (encontra-se em biópsia)
  - Reflexos hiperactivos
- Estágio III
  - Continuação dos sintomas dos Estágios I e II
  - Possível coma
  - Possível edema cerebral
  - Possíveis convulsões
  - Raramente, paragem respiratória
  - Postura decorticada
- Estágio IV
  - Convulsões
  - Postura descerebrada
  - Aprofundamento do coma
  - Pupilas dilatadas com resposta mínima à luz
  - Perda dos reflexos oculocefálicos
  - Mínimo, mas Disfunção hepática ainda presente
- Estágio V
  - Início muito rápido após o estádio IV
  - Areflexia
  - Coma profundo
  - Pupilas dilatadas e não reativas
  - Isoeléctrica EEG
  - Paragem respiratória
  - Convulsões
  - Falência de múltiplos órgãos[10]
  - Flacidez
  - Hiperamonemia (acima de 300 mg/dL de sangue)
  - Morte